# Puccinia malvacearum

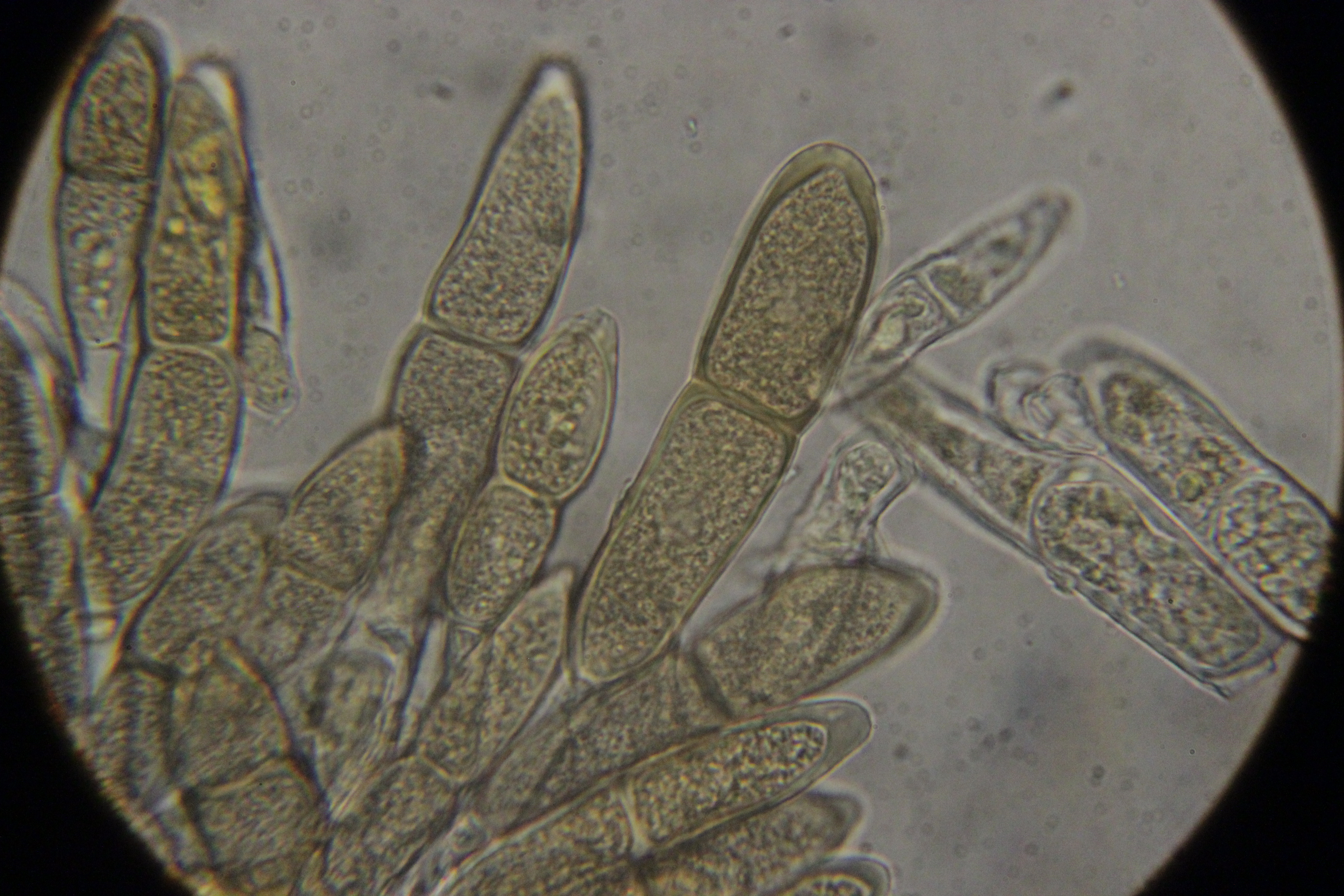

Puccinia malvacearum Bertero ex Mont. – gatunek grzybów z rodziny rdzowatych (Pucciniaceae). Grzyb mikroskopijny pasożytujący na wielu rodzajach roślin w rodzinie ślazowatych (Malvaceae). Wywołuje u nich chorobę zwaną rdzą malwy lub rdzą ślazu.

## Systematyka i nazewnictwo
Pozycja w klasyfikacji według Index Fungorum: Puccinia, Pucciniaceae, Pucciniales, Incertae sedis, Pucciniomycetes, Pucciniomycotina, Basidiomycota, Fungi.
Synonimy:
- Leptopuccinia malvacearum (Bertero ex Mont.) Rostr. 1902
- Micropuccinia malvacearum (Bertero ex Mont.) Arthur & H.S. Jacks. 1921
- Puccinia sidae-rhombifoliae Mayor 1914

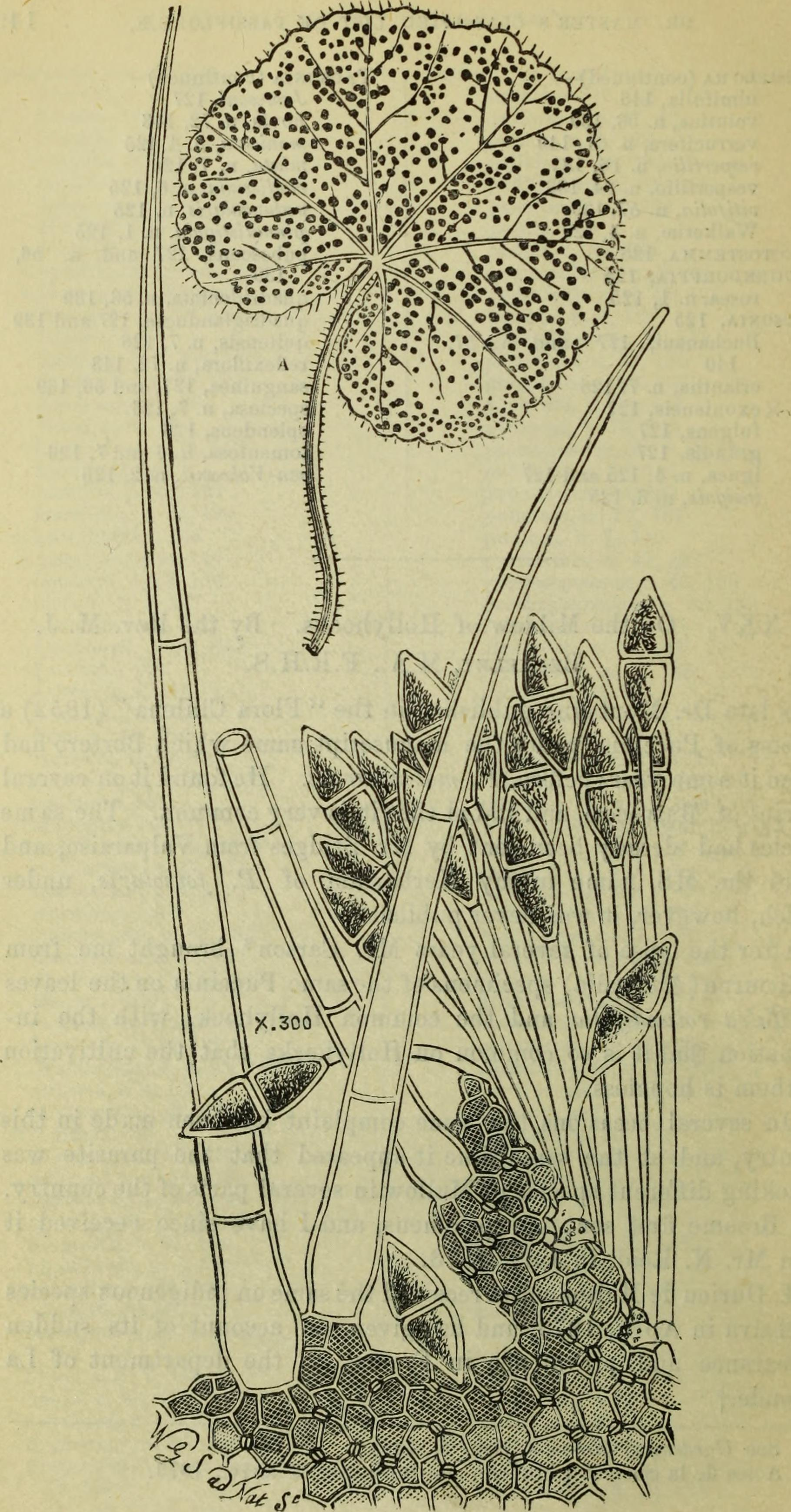
Morfologia

## Morfologia
Jest rdzą jednodomową, tzn, że cały jej cykl życiowy odbywa się na jednym żywicielu, i niepełnocyklową, wytwarzającą tylko dwa rodzaje zarodników: bazydiospory i teliospory.
Latem na dolnej stronie porażonych liści roślin, a także na ich ogonkach i na łodygach, tworzą się grudkowate telia o kasztanowej barwie. Powstają w nich zazwyczaj dwukomórkowe, rzadziej 3–4-komórkowe, podłużne teliospory o rozmiarach 12–26 μm × 35–75 μm. Na obydwu końcach zwężają się, w nasadzie posiadają trzonek do dwóch razy dłuższy od zarodnika. Są gładkie, mają żółto–cynamonowo-brązową ścianę o grubości 1–4 μm na boku i 5–10 μm na szczycie teliospory. Później telia stają się białe – to wynik tworzenia się na nich bazydiospor.

## Występowanie
Puccinia malvacearum jest rozprzestrzeniony na całym świecie (występuje także w Polsce).
Żywicielami są gatunki należące do rodzajów: malwa (Alcea), ślaz (Malva), ślazownik (Sidalcea), ślazówka (Lavatera), ślęzawa (Malope), Palaua.